# MTV Europe Music Awards 2013
MTV EMA 2013 (známé také jako MTV Europe Music Awards) se konali dne 10. listopadu 2013 v Ziggo Dome v Amsterdamě v Nizozemsku. Konaly se zde poprvé od roku 1997, kdy byly také v Nizozemsku.
Několik hlavních vystoupení byly na různých místech v Amsterdamě než na hlavní stage. Nizozemský DJ Afrojack vystoupil společně se Snoop Lionem s písní „Gin and Juice“ v Melkwegu. Naopak americká skupina Imagine Dragons vystoupila se svým singlem „Radioactive“ v Heineken Music Hall. Celým večerem provázel zpěvák Redfoo ze skupiny LMFAO.

## Nominace
Nominace byly oznámeny prostřednictvím živého přenosu na MTV Netherlands 17. září 2013 ve 12:55 SEČ. Během dne v různých časových pásmech na ostatních mutací MTV.

### Nejlepší píseň
- Daft Punk (ft. Pharrell Williams a Nile Rodgers) — „Get Lucky“
- Macklemore & Ryan Lewis (ft. Wanz) — „Thrift Shop“
- Bruno Mars — „Locked Out of Heaven“
- Rihanna — „Diamonds“
- Robin Thicke (ft. T.I. a Pharrell Williams) — „Blurred Lines“

### Nejlepší video
- Miley Cyrusová — „Wrecking Ball“
- Lady Gaga — „Applause“
- Robin Thicke (ft. T.I. a Pharrell Williams) — „Blurred Lines“
- 30 Seconds to Mars — „Up In The Air“
- Justin Timberlake — „Mirrors“

### Nejlepší zpěvačka
- Miley Cyrusová
- Selena Gomezová
- Lady Gaga
- Katy Perry
- Taylor Swift

### Nejlepší zpěvák
- Justin Bieber
- Eminem
- Jay-Z
- Bruno Mars
- Justin Timberlake

### Nejlepší nováček
- Bastille
- Icona Pop
- Imagine Dragons
- Macklemore & Ryan Lewis
- Rudimental

### Nejlepší Pop
- Justin Bieber
- Miley Cyrusová
- One Direction
- Katy Perry
- Taylor Swift

### Nejlepší Rock
- Black Sabbath
- Green Day
- The Killers
- Kings of Leon
- Queens of the Stone Age

### Nejlepší Alternativa
- Arctic Monkeys
- Fall Out Boy
- Franz Ferdinand
- Paramore
- 30 Seconds to Mars

### Nejlepší elektronika
- Afrojack
- Avicii
- Daft Punk
- Calvin Harris
- Skrillex

### Nejlepší Hip-Hop
- Drake
- Eminem
- Jay-Z
- Macklemore & Ryan Lewis
- Kanye West

### Nejlepší LIVE
- Beyoncé
- Green Day
- Pink
- Taylor Swift
- Justin Timberlake

### Nejlepší World Stage
- The Black Keys
- Fun.
- Garbage
- Green Day
- Jessie J
- Alicia Keys
- The Killers
- Linkin Park
- Macklemore & Ryan Lewis
- Jason Mraz
- No Doubt
- Rita Ora
- Paramore
- Robin Thicke
- Snoop Lion

### Nejlepší Push umělec
- ASAP Rocky
- Iggy Azalea
- Bastille
- Icona Pop
- Imagine Dragons
- Karmin
- Austin Mahone
- Bridgit Mendler
- Tom Odell
- Rudimental
- Twenty One Pilots

### Největší fanoušci
- Justin Bieber
- Lady Gaga
- One Direction
- 30 Seconds to Mars
- Tokio Hotel

### Nejlepší vzhled
- Lady Gaga
- Rita Ora
- Harry Styles
- Justin Timberlake
- Rihanna

### Umělec na vzestupu
- Ariana Grande
- Austin Mahone
- Bridgit Mendler
- Cher Lloyd
- Cody Simpson
- Lorde

### Celosvětový počin
- Cody Simpson
- Fresno
- Justin Bieber
- Chris Lee
- Lena
- Marco Mengoni
- Ahmed Soultan
- Bednarek
- /  Exo
- /  One Direction

### Globální legenda
- Eminem

## Regionální nominace

### Nejlepší britský/irský počin
- Ellie Goulding
- Calvin Harris
- Olly Murs
- /  One Direction
- Rudimental

### Nejlepší dánský počin
- Jimilian
- Medina
- Nik & Jay
- Panamah
- Shaka Loveless

### Nejlepší finský počin
- Anna Puu
- Elokuu
- Haloo Helsinki!
- Isac Elliot
- Mikael Gabriel

### Nejlepší norský počin
- Admiral P
- Envy
- Madcon
- Maria Mena
- Truls

### Nejlepší švédský počin
- Avicii
- Icona Pop
- John de Sohn
- Medina
- Sebastian Ingrosso

### Nejlepší německý počin
- Cro
- Frida Gold
- Lena Meyer-Landrut
- Sportfreunde Stiller
- Tim Bendzko

### Nejlepší italský počin
- Emma Marrone
- Fedez
- Marco Mengoni
- Max Pezzali
- Salmo

### Nejlepší nizozemský počin
- Afrojack
- Armin Van Buuren
- Kensington
- Nicky Romero
- Nielson

### Nejlepší belgický počin
- Lazy Jay
- Netsky
- Ozark Henry
- Stromae
- Trixie Whitley

### Nejlepší francouzský počin
- C2C
- Daft Punk
- Maître Gims
- Shaka Ponk
- Tal

### Nejlepší polský počin
- Bednarek
- Dawid Podsiadło
- Donatan
- Ewelina Lisowska
- Margaret

### Nejlepší španělský počin
- Pablo Alborán
- Anni B Sweet
- Auryn
- Fangoria
- Lori Meyers

### Nejlepší ruský počin
- Basta
- Ivan Dorn
- Njuša
- Yolka
- Zemfira

### Nejlepší rumunský počin
- Antonia
- Corina
- Loredana Groza
- Smiley
- What's Up

### Nejlepší portugalský počin
- Filipe Pinto
- Monica Ferraz
- Os Azeitonas
- Richie Campbell
- The Gift

### Nejlepší jadranský počin
- Filip Dizdar
- Frenkie
- Katja Šulc
- S.A.R.S.
- Svi na pod!

### Nejlepší maďarský počin
- Hősök
- Ivan and the Parazol
- Karanyi
- Punnany Massif
- The hated tomorrow

### Nejlepší řecký počin
- Demy
- Goin' Through
- Michalis Hatzigiannis & Midenistis
- Pink Noisy
- Sakis Rouvas

### Nejlepší izraelský počin
- Ester Rada
- Hadag Nahash
- Ido B & Zooki
- Roni Daloomi
- The Ultras

### Nejlepší švýcarský počin
- Bastian Baker
- DJ Antoine
- Remady & Manu-L
- Steff La Cheffe
- Stress

### Nejlepší český/slovenský počin
- Ben Cristovao
- Celeste Buckingham
- Charlie Straight
- Ektor & DJ Wich
- Peter Bič Project

### Nejlepší africký počin
- Fuse ODG
- Locnville
- Mafikizolo
- P-Square
- Wizkid

### Nejlepší středo-východní počin
- Ahmed Soultan
- Hamdan Al Abri
- Juliana Down
- Lara Scandar
- Rakan

### Nejlepší indický počin
- Amit Trivedi
- AR Rahman
- Mithoon
- Pritam
- Yo Yo Honey Singh

### Nejlepší japonský počin
- Exile
- Kyary Pamyu Pamyu
- Miyavi
- Momoiro Clover Z
- One Ok Rock

### Nejlepší korejský počin
- B.A.P
- Boyfriend
- Exo
- Sistar
- U-KISS

### Nejlepší čínský/hongkongský počin
- Li Yuchun
- Eason Chan
- Jane Zhang
- Khalil Fong
- Sun Nan

### Nejlepší jihovýchodní asijský počin
- Hafiz
- Noah
- Olivia Ong
- Sarah Geronimo
- Slot Machine
- My Tam
- Olga Syahputra

### Nejlepší tchajwanský počin
- Jam Hsiao
- JJ Lin
- Rainie Yang
- Show Lo
- Vanness Wu

### Nejlepší australský počin
- Cody Simpson
- Empire of the Sun
- Flume
- Iggy Azalea
- Timomatic

### Nejlepší novozélandský počin
- David Dallas
- Lorde
- Shapeshifter
- Stan Walker
- The Naked and Famous

### Nejlepší brazilský počin
- Emicida
- Fresno
- P9
- Pollo
- Restart

### Nejlepší severo-latinskoamerický počin
- Danna Paola
- Jesse & Joy
- León Larregui
- Paty Cantú
- Reik

### Nejlepší středo-latinskoamerický počin
- Anna Carina
- Cali & El Dandee
- Javiera Mena
- Maluma
- Pescao Vivo

### Nejlepší jiho-latinskoamerický počin
- Airbag
- Illya Kuryaki and the Valderramas
- No Te Va Gustar
- Rayos Laser
- Tan Biónica

### Nejlepší kanadský počin
- Deadmau5
- Drake
- Justin Bieber
- Tegan and Sara
- The Weeknd

### Nejlepší americký počin
- Bruno Mars
- Justin Timberlake
- Macklemore & Ryan Lewis
- Miley Cyrusová
- Robin Thicke

## Celosvětové kategorie

### Nejlepší východoevropský počin
- Frenkie
- Celeste Buckingham
- Ivan and the Parazol
- The Ultras
- Bednarek
- Smiley
- Zemfira

### Nejlepší severoevropský počin
- Jimilian
- /  One Direction
- Isac Elliot
- Admiral P
- Avicii

### Nejlepší středoevropský počin
- Lena
- Stromae
- Bastian Baker
- Kensington

### Nejlepší jihoevropský počin
- Auryn
- Filipe Pinto
- Demy
- Shaka Ponk
- Marco Mengoni

### Nejlepší severoamerický počin
- Justin Bieber
- Miley Cyrus

### Nejlepší latinskoamerický počin
- Fresno
- Anna Carina
- Airbag
- Paty Cantú

### Nejlepší australský/novozélandský počin
- Cody Simpson
- Lorde

### Nejlepší jihovýchodní asijský/čínský/hongkongský a tchajwanský počin
- Show Lo
- My Tam
- Li Yuchun

### Nejlepší japonský/korejský počin
- Momoiro Clover Z
- Exo

### Nejlepší africký/indický/středovýchodní počin
- Locnville
- Ahmed Soultan
- Yo Yo Honey Singh

## Vystupující
Pre show:
- Ylvis — „The Fox (What Does the Fox Say?)“

Hlavní show:
- Miley Cyrusová — „We Can't Stop“ (otevírací vystoupení)
- Robin Thicke ft. Iggy Azalea — „Blurred Lines“ / „Feel Good“
- Katy Perry — „Unconditionally“
- Miley Cyrusová — „Wrecking Ball“
- Kings of Leon — „Beautiful War“
- Bruno Mars — „Gorilla“
- Eminem — „Berzerk“ / „Rap God“
- Snoop Lion ft. Afrojack — „Gin and Juice“ (v Melkweg)
- The Killers — „Shot At The Night“ / „Mr. Brightside“
- Imagine Dragons — „Radioactive“ (v Heineken Music Hall)
- Icona Pop — „I Love It“

## Moderátoři
Hlavní show:
- Redfoo

Červený koberec:
- Louise Roe
- Laura Whitmore

Zákulisí:
- Ariana Grande
- Will Ferrell (as Ron Burgundy)
- Will Best

## Uvaděči
- Ylvis
- Dizzee Rascal — vyhlašující kategorii největší fanoušci
- Carice Van Houten a Colton Haynes — vyhlašující kategorii nejlepší píseň
- Rita Ora — vyhlašující kategorii nejlepší hip-hop
- Ellie Goulding — vyhlašující kategorii nejlepší vzhled (Pre Show) a kategorii nejlepší alternativa
- Bridgit Mendler a R.J. Mitte — vyhlašující kategorii nejlepší zpěvačka
- Iggy Azalea a Ariana Grande — vyhlašující kategorii nejlepší zpěvák
- Jared Leto — vyhlašující kategorii celosvětový počin
- Will Ferrell (jako Ron Burgundy) vyhlašující globální ikonu a kategorii nejlepší video (s Katy Perry)
- Afrojack — House DJ (v Melkweg)